# Drangiana

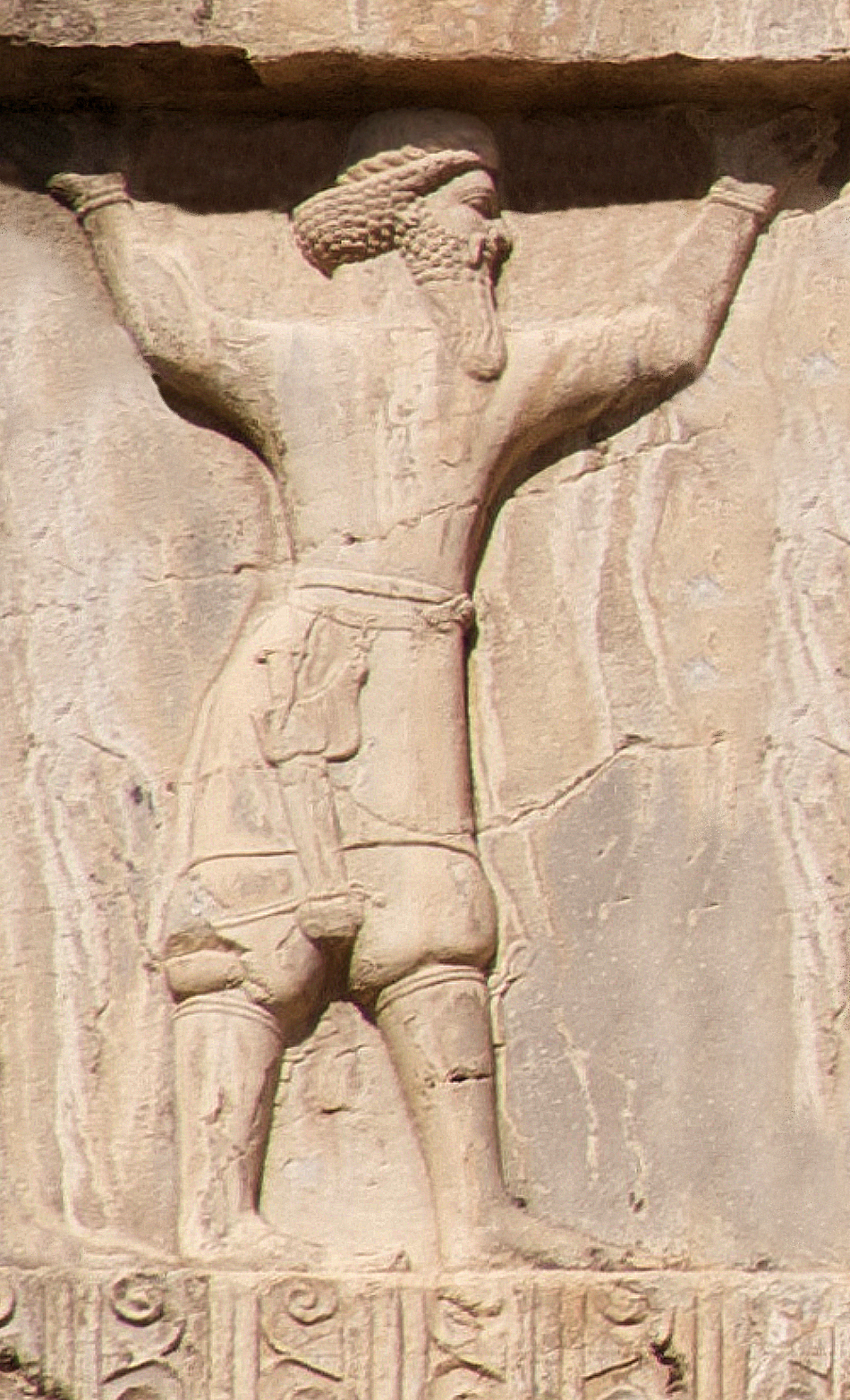
Drangiaanse soldaat op de tombe van Xerxes

Drangiana of Sarangië (Grieks: Δραγγιανή) was een regio van het Achaemenidenrijk rond de Helmand-rivier in de huidige Iraanse provincie Sistān en rond het Hamunmeer in het huidige Afghanistan. 
De naam van het land en zijn inwoners komt uit het Oudperzisch. 
In de oudheid werd Drangiana bewoond door een Iraanse stam die door de Grieken Drangianen of Sarangiërs genoemd werden. De Drangianen werden in de loop van de geschiedenis als eerste veroverd door de Meden en later door Cyrus de Grote. Volgens Herodotus werden de Drangianen samen met de Utianen, de Thamanaeanen en de Mycianen naar de Perzische Golf gedeporteerd. 
In 330 v.Chr. werd de regio door Alexander de Grote veroverd.